# 科門市鎮

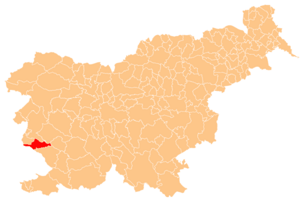

45°49′N 13°45′E / 45.817°N 13.750°E
科門市鎮，是斯洛文尼亞西部的一個市镇，行政中心为科門，傳統上屬於斯洛維尼亞沿海地區。市镇面積为103平方公里，2021年人口数量为3,631人。